# (2189) Zaragoza
(2189) Zaragoza es un asteroide que forma parte del cinturón de asteroides y fue descubierto el 30 de agosto de 1975 por el equipo del Observatorio Félix Aguilar desde el observatorio de El Leoncito, Argentina.

## Designación y nombre
Zaragoza se designó al principio como 1975 QK.
Más tarde, en 1980, fue nombrado en honor del astrónomo argentino Aldo Zaragoza (1924-1979).

## Características orbitales
Zaragoza está situado a una distancia media de 2,404 ua del Sol, pudiendo acercarse hasta 1,862 ua y alejarse hasta 2,946 ua. Tiene una inclinación orbital de 13,92 grados y una excentricidad de 0,2256. Emplea en completar una órbita alrededor del Sol 1361 días.

## Características físicas
La magnitud absoluta de Zaragoza es 12,9 y el periodo de rotación de 4,928 horas. Está asignado al tipo espectral S de la clasificación SMASSI.